# Geroldsdorf (Felsberg)
Koordinaten: 51° 9′ 36″ N, 9° 26′ 42″ O
Geroldsdorf ist eine Wüstung in der Gemarkung von Altenbrunslar, einem Stadtteil von Felsberg im Schwalm-Eder-Kreis in Nordhessen.
Die ehemalige Siedlung wird etwa 0,7 km südlich von Altenbrunslar, zwischen der Landesstraße L 3222 und der Bahnlinie Marburg-Kassel, in der noch immer unter dem Flurnamen Gerlachsdorf bekannten Gegend unweit östlich der Eder vermutet, aber dies ist nicht gesichert. Auch diese und die in geschichtlichen Quellen zu findenden Namensvariationen sorgen nicht für Klarheit. Die bisher erste urkundliche Erwähnung von Geroldestorp findet sich in einem Besitz- bzw. Zinsregister des Fritzlarer Petristifts aus dem Jahre 1209. Das Stift hatte dort Zehnteinkünfte. Um 1360 erscheint Gerolfisdorf im Zinsregister des Stifts, und 1419 wird dort Gerboldesdorf zusammen mit Brunslar und der damals bereits wüsten Siedlung Brechelsdorf genannt. Laut Georg Landau war der Ort Geroldsdorf im Jahre 1402 bereits wüst gefallen. Eine letzte Erwähnung erfolgte 1579 im Salbuch der zum landgräflichen Hofgut säkularisierten ehemaligen Kartause Eppenberg, wo Pachteinnahmen zu einem dortigen Acker verzeichnet sind.